# Viuz-en-Sallaz
Viuz-en-Sallaz ist eine französische Gemeinde im Département Haute-Savoie in der Region Auvergne-Rhône-Alpes.

## Geographie
Viuz-en-Sallaz liegt auf 665 m, etwa 21 Kilometer ostsüdöstlich der Stadt Genf (Luftlinie). Das Dorf erstreckt sich im Faucigny, an einem sonnenexponierten Südwesthang am Fuß des Massif des Brasses auf einem Geländevorsprung in der Landschaft Sallaz, in den Savoyer Alpen.
Die Fläche des 20,99 km² großen Gemeindegebiets umfasst einen Abschnitt des Faucigny. Der südliche Teil des Gemeindeareals wird von der breiten Talniederung des Sallaz zwischen dem Massif des Brasses und dem Môle eingenommen. Diese Talniederung wird durch den Foron nach Westen zur Menoge entwässert. Nach Norden erstreckt sich der Gemeindeboden in den oberen Abschnitt des Foron-Tals. Das Tal wird im Westen vom Mont de Vouan (978 m) und der anschließenden Hügelkette, welche die Wasserscheide zum Vallée Verte bildet, im Osten von den Höhen des Massif des Brasses flankiert. Auf der Pointe des Brasses wird mit 1503 m die höchste Erhebung von Viuz-en-Sallaz erreicht.
Zu Viuz-en-Sallaz gehören neben dem eigentlichen Zentrum verschiedene Dörfer und Weilersiedlungen, darunter:
- Les Brochets (608 m) in der Talniederung
- Les Tattes (608 m) in der Talniederung
- Brégny (616 m) am Fuß des Mont de Vouan
- Boisinges (600 m) am Südfuß des Mont de Vouan und am Foron
- Bucquigny (640 m) im Tal des Foron südöstlich des Mont de Vouan
- Sevraz (736 m) am Südosthang des Mont de Vouan
- Lorzier (789 m) im Tal des Foron
- Chauffemérande (850 m) am Osthang des Mont de Vouan
- Thézier (800 m) am Südwesthang des Massif des Brasses
- Chez Pallud (827 m) im Tal des Foron

Nachbargemeinden von Viuz-en-Sallaz sind Saint-André-de-Boëge und Bogève im Norden, Saint-Jeoire, La Tour und Ville-en-Sallaz im Osten, Peillonnex und Marcellaz im Süden sowie Fillinges im Westen.

## Geschichte
Der Ortsname geht auf das lateinische Wort viculus zurück, die Diminutivform von vicus (Dorf, Gehöft). Im Mittelalter gehörte Viuz-en-Sallaz zum Gebiet der Herrschaft Faucigny. Als Teil der Dauphiné gelangte der Ort 1349 an Frankreich, wurde aber im Vertrag von Paris 1355 in einem Länderabtausch an die Grafen von Savoyen abgegeben. Danach teilte Viuz-en-Sallaz das Schicksal Savoyens. Bereits im 15. Jahrhundert bekam der Ort gewisse Freiheiten. Im Jahre 1713 wurden nach einem aufgrund starker Niederschläge ausgelösten Erdrutsch drei Weiler zerstört.

## Sehenswürdigkeiten
Die große Dorfkirche im neoklassizistischen Stil stammt aus dem 19. Jahrhundert. Im alten Ortskern, dessen Zentrum ein großer Platz bildet, sind zahlreiche Wohnhäuser aus dem 16. bis 19. Jahrhundert erhalten. Sehenswert sind auch das Château de Presset und die Reste des Château de Marcossey. Das Ecomusée befindet sich in einem Gebäude aus dem 16. Jahrhundert. In der Umgebung von Viuz-en-Sallaz gibt es verschiedene Kapellen, darunter diejenigen von Sevraz und Chez Pallud.
Auf dem Gelände einer privaten römisch-katholischen Fachschule für Kfz-Mechaniker in Viuz dient ein restauriertes, von der Straße Fillinges–Viuz (D 907) aus gut sichtbar aufgestelltes Militärflugzeug vom Typ Noratlas als Kapelle.

## Bevölkerung
| Jahr                       | 1962 | 1968 | 1975 | 1982 | 1990 | 1999 | 2006 |
| Einwohner                  | 1799 | 2213 | 2267 | 2379 | 2944 | 3373 | 3737 |
| Quellen: Cassini und INSEE |      |      |      |      |      |      |      |

Mit 4.668 Einwohnern (Stand 1. Januar 2022) gehört Viuz-en-Sallaz zu den mittelgroßen Gemeinden des Département Haute-Savoie. Dank der schönen Wohnlage wurde in den letzten Jahrzehnten eine deutliche Bevölkerungszunahme verzeichnet. Außerhalb des alten Dorfkerns entstanden zahlreiche Einfamilienhausquartiere.

## Wirtschaft und Infrastruktur
Viuz-en-Sallaz war bis weit ins 20. Jahrhundert hinein ein vorwiegend durch die Landwirtschaft geprägtes Dorf. Heute gibt es verschiedene Betriebe des lokalen Klein- und Mittelgewerbes sowie Bau- und Handelsfirmen. Zahlreiche Erwerbstätige sind Wegpendler, die in den größeren Ortschaften der Umgebung, vor allem im Raum Genf-Annemasse, ihrer Arbeit nachgehen. In den letzten Jahrzehnten wurden die Nordhänge am Massif des Brasses (teilweise auf dem Boden von Viuz-en-Sallaz) durch Bergbahnen und Skilifte erschlossen.
Die Ortschaft ist verkehrsmäßig recht gut erschlossen. Sie liegt etwas oberhalb der Straße D 907, die von Annemasse nach Taninges führt. Eine weitere Straßenverbindung besteht mit Villard im Vallée Verte.